# Скидан, Анна Александровна
Анна Александровна Скидан (укр. Ганна Олександрівна Скидан; азерб. Anna Aleksandrovna Skidan; род. 14 мая 1992, Красный Луч, Луганская область) — украинская и азербайджанская легкоатлетка, специализирующаяся в метании молота и толкании ядра. Победительница летней Универсиады 2015 года, Игр исламской солидарности 2017 и Игр исламской солидарности 2021, бронзовый призёр чемпионата Европы 2016 года. Участник летних Олимпийских игр 2012 года в Лондоне и первых Европейских игр 2015 года в Баку. Выступала за Азербайджан на летних Олимпийских играх 2016 в Рио-де-Жанейро в метании молота.

## Биография
Анна Скидан родилась 14 мая 1992 года в г. Красный Луч.
С 2011 года тренируется под руководством Артёма Рубанко.
В 2012 году в составе сборной Украины принимала участие на летних Олимпийских играх в Лондоне.
Член сборной Азербайджана по лёгкой атлетике.
В 2015 году в составе сборной Азербайджана выступила на первых Европейских играх в Баку, на которых в метании молота заняла 2-е место и принесла команде 13 очков, а в толкании ядра — 5 место и 10 очков. В этом же году, выполнив норматив в Кишинёве, завоевала лицензию на Олимпийские игры 2016 года.
В июле 2015 года на Всемирной Универсиаде в Кванджу Анна Скидан в метании молота заняла первое место, бросив снаряд на 70.67 м.
В июле 2016 года завоевала бронзовую медаль на чемпионате Европы в Амстердаме.
В мае 2019 года Скидан с результатом 72,92 метра заняла пятое место на международном турнире в Нанкине (Китай), что позволило ей завоевать лицензию на летнюю Олимпиаду 2020 года в Токио.
На чемпионате мира по лёгкой атлетике 2022 и  чемпионате Европы по лёгкой атлетике 2022 выходила в финал.
В августе 2022 года на V Играх исламской солидарности завоевала золотую медаль в соревнованиях по метанию молота.
20 декабря 2023 года награждена медалью «Прогресс».
17 июня 2023 года завоевала серебряную медаль на Мемориале Хейно Липпа (Йыхви, Эстония) в метании молота с результатом 68,67 м.
19 мая 2024 года завоевала золотую медаль на мемориале Януша Кусочиньского (Хожув, Польша) в метании молота с результатом 73,25 м.